# Brian Sutherby
Brian Sutherby, född 1 mars 1982, är en kanadensisk professionell ishockeyspelare som för närvarande spelar för Dallas Stars i NHL. Sutherby draftades i första rundan, 26:e spelaren totalt, av Washington Capitals i NHL Entry Draft 2000.
Han vann Stanley Cup, tillsammans med Washington Capitals, för säsongen 2017–2018.

## Klubbar
- Washington Capitals
- Anaheim Ducks
- Dallas Stars